# Franck Gastambide
Franck Gastambide, född 31 oktober 1978 i Melun, är en fransk skådespelare.
Gastambide har bland annat medverkat i filmerna Fruktans lön, Asterix & Obelix: I drakens rike och Sahara.

## Filmografi (i urval)
- 2017 – Sahara (2017)
- 2023 – Asterix & Obelix: I drakens rike
- 2024 – Fruktans lön